# Jóvenes Clásicos del Son
Jóvenes Clásicos del Son es un septeto cubano con bajo, tres, guitarra, trompeta, tumbadoras, bongó y cantante fundado en 1994. Su director musical es Ernesto Reyes Proenza.

## Discografía
- No pueden parar (Artcolor 1996)
- Fruta Bomba (Tumi Music 1999)
- Tambor en el Alma  (Tumi Music 2001)- Ganó el lauro máximo en el apartado de ópera prima en los Premios EGREM.
- Menos Jóvenes Más Clásicos (Unicornio 2005)
- Cantan en llano (Colibrí 2011)
- Pedacito de mi vida (Independiente 2014)
- El bar de Paco (PICAP 2016)
- De todo un poco (Colibrí 2018)
- Los Clásicos de Fabré (Colibrí 2019)

- Datos: Q462889